# Björkenässjön
Björkenässjön är en våtmark, tidigare sjö i Norrtälje kommun i Uppland och ingår i Norrtäljeån-Åkerströms kustområde.